# Linea Keikyū principale
La  Linea Keikyū principale (京急本線?, Keikyū-honsen) gestita dalle Ferrovie Keikyū è una ferrovia a scartamento normale che collega le stazioni di Sengakuji a Tokyo e Uraga, nella città di Yokosuka, nella prefettura di Kanagawa passando anche per i distretti di Minato, Shinagawa e Ōta di Tokyo e le città di Kawasaki e Yokohama.

## Servizi e stazioni

### Tipologie di servizi
Keikyū opera 5 diversi tipi di treni oltre ai locali. Le abbreviazioni non sono ufficiali, ma sono solo utilizzate per la tabella sottostante.
Locale (普通?, Futsū)
Ferma in tutte le stazioni
Airport Express (エアポート急行?, Eapōto Kyūkō) E
(1)fra la linea Asakusa e il terminal domestico dell'Aeroporto di Haneda
(2)fra la stazione di Shin-zushi e il terminal domestico dell'Aeroporto di Haneda
Espresso Limitato (特急?, Tokkyū) EL
Espresso Limitato Rapido (快特?, Kaitoku) ELr
Espresso Limitato Rapido Aeroporto (エアポート快特?, Eapōto Kaitoku) ELa
parte dall'Aeroporto di Haneda e non ferma fino a Shinagawa, quindi si immette sulla linea Asakusa e quindi sulla linea Keisei principale
Keikyū Wing (京急ウィング号?, Keikyū-Uingu-gō) W
un servizio Home Liner con extracosto per i posti riservati, dosponibile solo la sera dei giorni feriali in direzione Kurihama/Misakiguchi.

## Stazioni
La media della distanza fra le stazioni è di poco meno di 1,2 km, con una presenza quindi più frequente di stazioni rispetto alle linee JR parallele. Vista l'elevata presenza di treni espressi e di diverse categorie, ogni 3-7 stazioni sono presenti binari di sosta per i treni per permettere i sorpassi. Tutte le stazioni sono presenziate e dotate di tornelli automatici e dispensatori automatici di biglietti. Dal 2006 tutte le stazioni sono dotate anche di defibrillatore semiautomatico.
- I treni locali coprono tutta la distanza della linea e fermano a tutte le stazioni.
- Il giorno 15 agosto vengono effettuati alcuni treni speciali per il festival dei fuochi d'artificio di Ōta.

Legenda
I treni con il simbolo ● o ◎ fermano (il simbolo ◎：定期列車の始発・終着のある駅）
I treni con il simbolo｜ passano senza fermarsi alla stazione in questione
Il simbolo ◇ o ◆, presente nella colonna "↕", indica che la stazione è dotata di binario di sorpasso ( il simbolo nero (◆) indica che la stazione potenzialmente permette il sorpasso, ma non è al momento in uso; △ indica che il sorpasso è attivo solo verso nord, e ▽ solo verso sud
| Num. | Stazione           | Giapponese | Distanza interst. | Distanza totale | E  | E  | R | EP | EL | ELr | ELa | Er2 | Era | KKu | Collegamenti | ↕ | Posizione              | Posizione            |
| ---- | ------------------ | ---------- | ----------------- | --------------- | -- | -- | - | -- | -- | --- | --- | --- | --- | --- | --- | - | ---------------------- | -------------------- |
| A-07 | Sengakuji          | 泉岳寺     | -                 | -1.2            | ◎  |    | ● | ●  | ◎  | ●   | ◎   | ◎   | ◎   |     | Linea Asakusa (A-07) (servizio diretto verso Oshiage) |   | Tokyo                  | Minato               |
| KK01 | Shinagawa          | 品川       | 1.2               | 0.0             | ◎  |    | ● | ●  | ◎  | ●   | ◎   | ◎   | ◎   | ◎   | ■ Linea Keihin-Tōhoku ■ Linea principale Tōkaidō ■ Linea Yamanote ■ Linea Yokosuka Tōkaidō Shinkansen                                                                               |   | Tokyo                  | Minato               |
| KK02 | Kita-Shinagawa     | 北品川     | 0.7               | 0.7             | ｜ |    |   |    | ｜ |     | │   | ｜  | ｜  | ｜  | |   | Tokyo                  | Shinagawa            |
| KK03 | Shin-Baba          | 新馬場     | 0.7               | 1.4             | ｜ |    |   |    | ｜ |     | │   | ｜  | ｜  | ｜  | |   | Tokyo                  | Shinagawa            |
| KK04 | Aomono-Yokochō     | 青物横丁   | 0.8               | 2.2             | ●  |    |   |    | ●  |     | │   | ｜  | ｜  | ｜  | |   | Tokyo                  | Shinagawa            |
| KK05 | Samezu             | 鮫洲       | 0.5               | 2.7             | ｜ |    |   |    | ｜ |     | │   | ｜  | ｜  | ｜  | | ◇ | Tokyo                  | Shinagawa            |
| KK06 | Tachiaigawa        | 立会川     | 0.8               | 3.5             | ●  |    |   |    | ｜ |     | │   | ｜  | ｜  | ｜  | |   | Tokyo                  | Shinagawa            |
| KK07 | Ōmori-Kaigan       | 大森海岸   | 1.3               | 4.8             | ｜ |    |   |    | ｜ |     | │   | ｜  | ｜  | ｜  | |   | Tokyo                  | Shinagawa            |
| KK08 | Heiwajima          | 平和島     | 0.9               | 5.7             | ●  |    |   |    | ●  |     | │   | ｜  | ｜  | ｜  | | ◇ | Tokyo                  | Ōta                  |
| KK09 | Ōmorimachi         | 大森町     | 0.8               | 6.5             | ｜ |    |   |    | ｜ |     | │   | ｜  | ｜  | ｜  | |   | Tokyo                  | Ōta                  |
| KK10 | Umeyashiki         | 梅屋敷     | 0.7               | 7.2             | ｜ |    |   |    | ｜ |     | │   | ｜  | ｜  | ｜  | |   | Tokyo                  | Ōta                  |
| KK11 | Keikyū Kamata      | 京急蒲田   | 0.8               | 8.0             | ●  | ●  |   |    | ●  |     | ●   | ●   | ｜  | ｜  | ● Linea Keikyū Aeroporto (servizi diretti in direzione Shinagawa e Yokohama) | ◆ | Tokyo                  | Ōta                  |
| KK18 | Zōshiki            | 雑色       | 1.4               | 9.4             |    | ｜ |   |    | ｜ |     | │   | ｜  |     | ｜  | |   | Tokyo                  | Ōta                  |
| KK19 | Rokugōdote         | 六郷土手   | 1.2               | 10.6            |    | ｜ |   |    | ｜ |     | │   | ｜  |     | ｜  | |   | Tokyo                  | Ōta                  |
| KK20 | Keikyū Kawasaki    | 京急川崎   | 1.2               | 11.8            |    | ◎  |   |    | ◎  |     | ●   | ●   |     | ｜  | Linea Keikyū Daishi ■ Linea Tōkaidō ■ Linea Keihin-Tōhoku ■ Linea Nambu (Kawasaki)                                                                                                  | ◇ | Prefettura di Kanagawa | Kawasaki Kawasaki-ku |
| KK27 | Hatchōnawate       | 八丁畷     | 1.3               | 13.1            |    | ｜ |   |    | ｜ |     | │   | ｜  |     | ｜  | ■ Linea Nambu |   | Prefettura di Kanagawa | Kawasaki Kawasaki-ku |
| KK28 | Tsurumi-ichiba     | 鶴見市場   | 0.7               | 13.8            |    | ｜ |   |    | ｜ |     | │   | ｜  |     | ｜  | |   | Prefettura di Kanagawa | Yokohama Tsurumi-ku  |
| KK29 | Keikyū Tsurumi     | 京急鶴見   | 1.5               | 15.3            |    | ●  |   |    | ｜ |     | │   | ｜  |     | ｜  | ■ Linea Keihin-Tōhoku ■ Linea Tsurumi (Tsurumi) | △ | Prefettura di Kanagawa | Yokohama Tsurumi-ku  |
| KK30 | Kagetsuen-mae      | 花月園前   | 0.8               | 16.1            |    | ｜ |   |    | ｜ |     | │   | ｜  |     | ｜  | |   | Prefettura di Kanagawa | Yokohama Tsurumi-ku  |
| KK31 | Namamugi           | 生麦       | 0.8               | 16.9            |    | ｜ |   |    | ｜ |     | │   | ｜  |     | ｜  | | ▽ | Prefettura di Kanagawa | Yokohama Tsurumi-ku  |
| KK32 | Keikyū Shin-Koyasu | 京急新子安 | 1.4               | 18.3            |    | ｜ |   |    | ｜ |     | │   | ｜  |     | ｜  | ■ Linea Keihin-Tōhoku (Shin-Koyasu) |   | Prefettura di Kanagawa | Yokohama Kanagawa-ku |
| KK33 | Koyasu             | 子安       | 1.0               | 19.3            |    | ｜ |   |    | ｜ |     | │   | ｜  |     | ｜  | | ◇ | Prefettura di Kanagawa | Yokohama Kanagawa-ku |
| KK34 | Kanagawa-Shinmachi | 神奈川新町 | 0.7               | 20.0            |    | ◎  |   |    | ◎  |     | │   | ｜  |     | ｜  | Deposito | ◇ | Prefettura di Kanagawa | Yokohama Kanagawa-ku |
| KK35 | Naka-Kido          | 仲木戸     | 0.5               | 20.5            |    | ●  |   |    | ｜ |     | │   | ｜  |     | ｜  | ■ Linea Keihin-Tōhoku ■ Linea Yokosuka (Higashi-Kanagawa) |   | Prefettura di Kanagawa | Yokohama Kanagawa-ku |
| KK36 | Kanagawa           | 神奈川     | 1.0               | 21.5            |    | ｜ |   |    | ｜ |     | │   | ｜  |     | ｜  | |   | Prefettura di Kanagawa | Yokohama Kanagawa-ku |
| KK37 | Yokohama           | 横浜       | 0.7               | 22.2            |    | ●  |   |    | ◎  |     | ●   | ●   |     | ｜  | ■ Linea Yokohama ■Linea Negishi ■Linea Keihin-Tōhoku ■Linea Tōkaidō ■Linea Yokosuka ■Linea Shōnan-Shinjuku ●Linea Tōkyū Tōyoko ●Linea Sagami principale Linea Minatomirai Linea blu |   | Prefettura di Kanagawa | Yokohama Nishi-ku    |
| KK38 | Tobe               | 戸部       | 1.2               | 23.4            |    | ｜ |   |    | ｜ |     | │   | ｜  |     | ｜  | |   | Prefettura di Kanagawa | Yokohama Nishi-ku    |
| KK39 | Hinodechō          | 日ノ出町   | 1.4               | 24.8            |    | ●  |   |    | ｜ |     | │   | ｜  |     | ｜  | |   | Prefettura di Kanagawa | Yokohama Naka-ku     |
| KK40 | Koganechō          | 黄金町     | 0.8               | 25.6            |    | ｜ |   |    | ｜ |     | │   | ｜  |     | ｜  | |   | Prefettura di Kanagawa | Yokohama Minami-ku   |
| KK41 | Minami-Ōta         | 南太田     | 0.9               | 26.5            |    | ｜ |   |    | ｜ |     | │   | ｜  |     | ｜  | | ◇ | Prefettura di Kanagawa | Yokohama Minami-ku   |
| KK42 | Idogaya            | 井土ヶ谷   | 1.2               | 27.7            |    | ●  |   |    | ｜ |     | │   | ｜  |     | ｜  | |   | Prefettura di Kanagawa | Yokohama Minami-ku   |
| KK43 | Gumyōji            | 弘明寺     | 1.4               | 29.1            |    | ●  |   |    | ｜ |     | │   | ｜  |     | ｜  | |   | Prefettura di Kanagawa | Yokohama Minami-ku   |
| KK44 | Kami-Ōoka          | 上大岡     | 1.7               | 30.8            |    | ●  |   |    | ●  |     | ●   | ●   |     | ●   | Linea blu(B11) | ◇ | Prefettura di Kanagawa | Yokohama Kōnan-ku    |
| KK45 | Byōbugaura         | 屏風浦     | 2.2               | 33.0            |    | ｜ |   |    | ｜ |     | │   | ｜  |     | ｜  | |   | Prefettura di Kanagawa | Yokohama Isogo-ku    |
| KK46 | Sugita             | 杉田       | 1.3               | 34.3            |    | ●  |   |    | ｜ |     | │   | ｜  |     | ｜  | Linea Negishi (Shin-Sugita) Linea Kanazawa Seaside (Shin-Sugita) |   | Prefettura di Kanagawa | Yokohama Isogo-ku    |
| KK47 | Keikyū Tomioka     | 京急富岡   | 2.4               | 36.7            |    | ｜ |   |    | ｜ |     | │   | ｜  |     | ｜  | | △ | Prefettura di Kanagawa | Yokohama Kanazawa-ku |
| KK48 | Nōkendai           | 能見台     | 0.7               | 37.4            |    | ●  |   |    | ｜ |     | │   | ｜  |     | ｜  | |   | Prefettura di Kanagawa | Yokohama Kanazawa-ku |
| KK49 | Kanazawa-Bunko     | 金沢文庫   | 2.1               | 39.5            |    | ◎  |   |    | ◎  |     | ◎   | ●   |     | ●   | Deposito | ◇ | Prefettura di Kanagawa | Yokohama Kanazawa-ku |
| KK50 | Kanazawa-Hakkei    | 金沢八景   | 1.4               | 40.9            |    | ●  |   |    | ●  |     | ●   | ●   |     | ●   | Linea Keikyū Zushi (servizio diretto verso Shinagawa) Linea Kanazawa Seaside | ◇ | Prefettura di Kanagawa | Yokohama Kanazawa-ku |
| KK54 | Oppama             | 追浜       | 1.9               | 42.8            |    |    |   |    | ●  |     | ●   | ｜  |     | ｜  | |   | Prefettura di Kanagawa | Yokosuka             |
| KK55 | Keikyū Taura       | 京急田浦   | 1.7               | 44.5            |    |    |   |    | ｜ |     | │   | ｜  |     | ｜  | |   | Prefettura di Kanagawa | Yokosuka             |
| KK56 | Anjinzuka          | 安針塚     | 2.6               | 47.1            |    |    |   |    | ｜ |     | │   | ｜  |     | ｜  | |   | Prefettura di Kanagawa | Yokosuka             |
| KK57 | Hemi               | 逸見       | 1.0               | 48.1            |    |    |   |    | ｜ |     | │   | ｜  |     | ｜  | | ◇ | Prefettura di Kanagawa | Yokosuka             |
| KK58 | Shioiri            | 汐入       | 1.1               | 49.2            |    |    |   |    | ●  |     | ●   | ｜  |     | ｜  | |   | Prefettura di Kanagawa | Yokosuka             |
| KK59 | Yokosuka-Chūō      | 横須賀中央 | 0.7               | 49.9            |    |    |   |    | ●  |     | ●   | ●   |     | ●   | |   | Prefettura di Kanagawa | Yokosuka             |
| KK60 | Kenritsu Daigaku   | 県立大学   | 1.2               | 51.1            |    |    |   |    | ｜ |     | │   | ｜  |     | ｜  | |   | Prefettura di Kanagawa | Yokosuka             |
| KK61 | Horinouchi         | 堀ノ内     | 1.2               | 52.3            |    |    |   |    | ◎  |     | ◎   | ●   |     | ●   | Linea Keikyū Kurihama (servizio diretto verso Shinagawa) | ▽ | Prefettura di Kanagawa | Yokosuka             |
| KK62 | Keikyū Ōtsu        | 京急大津   | 0.8               | 53.1            |    |    |   |    | ●  |     | ●   |     |     |     | |   | Prefettura di Kanagawa | Yokosuka             |
| KK63 | Mabori Kaigan      | 馬堀海岸   | 1.1               | 54.2            |    |    |   |    | ●  |     | ●   |     |     |     | |   | Prefettura di Kanagawa | Yokosuka             |
| KK64 | Uraga              | 浦賀       | 1.3               | 55.5            |    |    |   |    | ◎  |     | ◎   |     |     |     | |   | Prefettura di Kanagawa | Yokosuka             |